# Heinz Wewers
Heinz Wewers (27. juli 1927 – 29. august 2008) var en tysk fodboldspiller (forsvarer).
Han spillede hele sin karriere hos Rot-Weiss Essen, der på dette tidspunkt var blandt landets stærkeste klubber. Her var han med til at vinde både det tyske mesterskab og DFB-Pokalen.
Wewers spillede desuden 12 kampe for det vesttyske landshold. Han var med i truppen til VM i 1958 i Sverige, men var dog kun på banen i én af tyskernes seks kampe i turneringen, bronzekampen mod Frankrig.

## Titler
Bundesligaen
- 1955 med Rot-Weiss Essen

DFB-Pokal
- 1953 med Rot-Weiss Essen